# Meda (hija de Filanto)
Meda (en griego antiguo: Μήδα) es un personaje de la mitología griega, hija de Filanto y madre de Antíoco.

## Mitología
Meda fue entregada por su padre a Heracles como compensación por una afrenta previamente hecha por él al semidiós. De Heracles tuvo un hijo que recibió el nombre de Antíoco.
Antíoco a su vez tuvo un hijo al que le puso el nombre de Filanto, en recuerdo de su abuelo paterno.